# Roberts (Illinois)
Roberts es una villa ubicada en el condado de Ford en el estado estadounidense de Illinois. En el Censo de 2010 tenía una población de 362 habitantes y una densidad poblacional de 284,08 personas por km².

## Geografía
Roberts se encuentra ubicada en las coordenadas 40°36′53″N 88°11′4″O / 40.61472, -88.18444. Según la Oficina del Censo de los Estados Unidos, Roberts tiene una superficie total de 1,27 km², de la cual 1,27 km² corresponden a tierra firme y (0%) 0 km² es agua.

## Demografía
Según el censo de 2010, había 362 personas residiendo en Roberts. La densidad de población era de 284,08 hab./km². De los 362 habitantes, Roberts estaba compuesto por el 99,17% blancos, el 0% eran afroamericanos, el 0% eran amerindios, el 0,28% eran asiáticos, el 0% eran isleños del Pacífico, el 0% eran de otras razas y el 0,55% pertenecían a dos o más razas. Del total de la población el 1,66% eran hispanos o latinos de cualquier raza.